# Hainzenberg

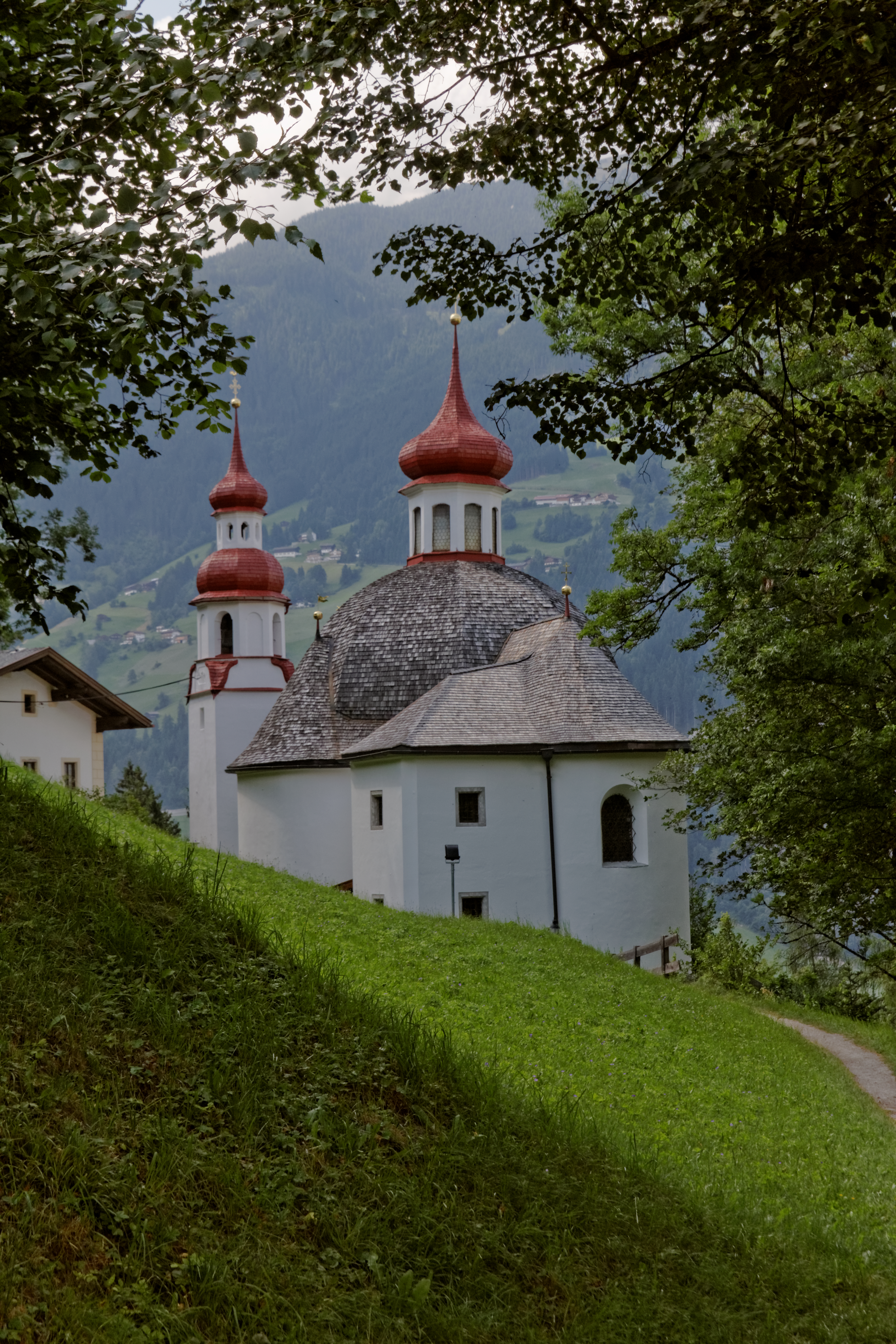
2013

Hainzenberg est une commune autrichienne du district de Schwaz dans le Tyrol.